# Stars and Stripes Vol. 1
Pour les articles homonymes, voir Stars and Stripes.
Albums de The Beach Boys
Summer in Paradise
(1992) The Smile Sessions
(2011)
Stars and Stripes Vol. 1 est le vingt-huitième album studio des Beach Boys sorti en 1996.
Ne comportant aucune chanson originale, il se compose uniquement de reprises de succès du groupe par des chanteurs de country célèbres, sur lesquelles les Beach Boys ne font qu'assurer les chœurs. Malgré le « Vol. 1 » du titre, cet album n'a jamais connu de suite.

## Titres
1. Don't Worry Baby (Wilson, Christian) – 3:16
  - Chant : Lorrie Morgan
2. Little Deuce Coupe (Wilson, Christian) – 2:50
  - Chant : James House
3. 409 (B. Wilson, Love, Usher) – 2:20
  - Chant : Junior Brown
4. Long Tall Texan (Strzelecki) – 4:02
  - Chant : Doug Supernaw
5. I Get Around (Wilson, Love) – 2:29
  - Chant : Sawyer Brown
6. Be True to Your School (Wilson, Love) – 3:18
  - Chant : Toby Keith
7. Fun, Fun, Fun (Wilson, Love) – 2:20
  - Chant : Ricky Van Shelton
8. Help Me, Rhonda (Wilson, Love) – 3:10
  - Chant : T. Graham Brown
9. The Warmth of the Sun (Wilson, Love) – 3:18
  - Chant : Willie Nelson
10. Sloop John B (trad. arr. Wilson) – 3:45
  - Chant : Collin Raye
11. I Can Hear Music (Barry, Greenwich, Spector) – 3:14
  - Chant : Kathy Troccoli
12. Caroline, No (Wilson, Asher) – 3:19
  - Chant : Timothy B. Schmit